# Maury Kaye
Maury (Morris David) Kaye (geb. Kronick) (Montreal, 29 maart 1932 – 2 februari 1983) was een Canadese jazzpianist en -componist.

## Biografie
Kaye werd geboren in Montreal, Quebec en studeerde piano in 1945-1949 aan het Conservatoire de musique du Québec, waar Arthur Letondal zijn docent was. In 1952, op 20-jarige leeftijd, was Kaye de orkestleider aan de nachtclub El Marokko, een functie die hij tot 1959 bekleedde. In die jaren trad Kaye ook op met zijn eigen bands en was hij een dominante deelnemer aan het jazzcircuit van Montreal, als pianist en ook als ventieltrombonist en trompettist in de bands van Steve Garrick, Gilbert 'Buck' Lacombe en anderen. In zijn latere jaren was Kaye zowel in Montreal als in Toronto actief. In de jaren 1960 maakte hij ook twee keer een tournee door Europa.
In Toronto verscheen Kaye in 1960-1961 in het House of Hambourg in het Jack Gelber toneelstuk The Connection. In die periode werkte hij samen met Ron Collier en speelde hij in verschillende studio-orkesten in het O'Keefe Centre. Als vurige boppianist nam Kaye op met trompettist Ted Curson (1962, Trans-World TWJ-7000). Hij maakte ook CBC-uitzendingen als trompettist met Lacombe en als pianist en Franse hoornist met Collier. In de beroemde jazzclub Bourbon Street in Toronto trad hij eind jaren 1960 op met een overvloed aan jazztoppers. Kaye was ook zeer gevraagd door de grote vocalisten van die tijd. Hij trad op als begeleider van o.a. Tony Bennett, Pearl Bailey, Édith Piaf, Sammy Davis jr., Josephine Baker en Mel Tormé.
In zijn laatste jaren vestigde Kaye zich in Montreal. Eind jaren 1970 werkte hij veelvuldig in trio met bassist Jean Cyr en diverse drummers, waarbij hij af en toe trompettist Charles Ellison en zangeres Barbara Reney toevoegde om een kwartet te completeren. Kaye beïnvloedde veel van de jazzartiesten van zijn tijd en liet ook een erfenis na van niet-opgenomen composities, die vandaag de dag in het Concordia University Archives worden bewaard.

## Overlijden
Maury Kaye overleed in februari 1983 op 50-jarige leeftijd.
- Virtual International Authority File: 105155747
- WorldCat: E39PBJbWt7CGCfqHDKhhPtpXVC